# Коефіцієнт поглинання (оптика)
Коефіцієнт поглинання — безрозмірнісна фізична величина, що характеризує здатність тіла поглинати випромінення, що падає на нього. Позначається грецькою літерою {\displaystyle \alpha }.

## Визначення
Чисельно коефіцієнт поглинання дорівнює відношенню потоку випромінювання {\displaystyle \Phi }, поглиненого тілом, до потоку випромінювання {\displaystyle \Phi _{0}}, що впав на тіло:
{\displaystyle \alpha ={\frac {\Phi }{\Phi _{0}}}.}
Сума коефіцієнта поглинання і коефіцієнтів відбиття, пропускання та розсіювання дорівнює одиниці. Це твердження випливає з закону збереження енергії.
У тих випадках, коли спектр випромінювання, що падає, настільки вузький, що випромінювання можна вважати монохроматичним, кажуть про монохроматичний коефіцієнт поглинання. Інша назва, що має за таких умов таке саме значення, — поглинальна здатність тіла.
Якщо спектр випромінювання, що падає на тіло, широкий, то відповідний коефіцієнт поглинання називають інтегральним.
У загальному випадку значення коефіцієнта поглинання тіла залежить як від властивостей самого тіла, так і від кута падіння, спектрального складу і поляризації випромінювання.

## Коефіцієнт внутрішнього поглинання
Більшою мірою характеризує здатність поглинати випромінювання матеріалами, а не тілами. Відповідно, на відміну від коефіцієнта поглинання, в його визначенні використовується не потік {\displaystyle \Phi _{0}}, що падає на поверхню тіла, а потік {\displaystyle \Phi _{in}}, що пройшов через вхідну поверхню тіла.
Таким чином, коефіцієнт внутрішнього поглинання {\displaystyle \alpha _{i}} визначається зі співвідношення:
{\displaystyle \alpha _{i}={\frac {\Phi }{\Phi _{in}}}.}
Потік {\displaystyle \Phi _{in}} при цьому пов'язаний з {\displaystyle \Phi _{0}} рівністю:
{\displaystyle \Phi _{in}=(1-\rho )\Phi _{0},}
де {\displaystyle \rho } — коефіцієнт відбиття.
В загальному випадку, під час поширення паралельного пучка випромінювання в середовищі, де одночасно відбувається поглинання і розсіяння випромінювання, коефіцієнт внутрішнього поглинання пов'язаний з натуральними показниками поглинання {\displaystyle a'} і розсіювання {\displaystyle r'} співвідношенням:
{\displaystyle \alpha _{i}={\frac {a'}{a'+r'}}\left[1-e^{-(a'+r')l}\right],}
де {\displaystyle l} — відстань, пройдена випромінюванням у середовищі.